# Anystidae
Anystidae (лат.) — семейство хищных тромбидиформных клещей из подотряда Prostigmata. Космополитная группа. В мире известно около 20 родов и более 100 видов быстробегающих клещей обычно желто-оранжевого цвета.

## Описание
Встречаются всесветно (космополитно). Длина красноватого тела от 0,55 мм до 1,35 мм. Хищники, живущие в разнообразных условиях (на почве, растениях, камнях), очень быстро передвигаются. Используются в качестве биологических агентов для контроля численности вредителей сельского хозяйства.
Вид Anystis wallacei был специально интродуцирован в Австралию для борьбы с вредителями (Wallace 1981; Otto & Halliday 1991). Наиболее изученная фауна Австралии включает 33 вида из 6 родов (Otto 1999).
Включает самое быстрое животное в мире, вид Paratarsotomus macropalpis (эндемик Южной Калифорнии). Если считать скорость передвижения этого клеща по отношению к размерам своего тела, то она составляет до 322 длин тела в секунду (что эквивалентно 2092 км/ч в пересчёте для человека). При этом клещ способен мгновенно останавливаться и бежать в другом направлении.
У самого быстрого насекомого в мире (австралийского жука Cicindela eburneola, предыдущего рекордсмена) скорость передвижения составляет 1,86 метра в секунду или 171 длин тела в секунду. Самое быстрое сухопутное животное гепард бегает в момент охоты со скоростью 103 км/ч, что составляет только 16 длин тела в секунду.

## Систематика
Около 100 видов, 20 родов и 2 подсемейства, включая ископаемый род †Mesoanystis Zacharda, in Zacharda & Krivoluckij, 1985 (M. taymirensis). Вместе с тремя небольшими семействами Adamystidae, Pseudocheylidae и Teneriffiidae входит в состав надсемейства Anystoidea.
Таксон был впервые выделен в 1936 году голландским зоологом Антоном Корнелиусом Одумансом (Anthonie Antoon Cornelis Oudemans Jzn; 1858—1943).
- Anystinae[7]
  - Anystis — Autenriethia — Barellea — Scharfenbergia — Snartia — Tencateia — Walzia

- Erythracarinae[8][15]
  - Chaussieria — Erythracarus — Lacteoscythis — Namadia — Paratarsotomus — Pedidromus — Syblia — Tarsolarkus — Tarsotomus — †Mesoanystis
  - Синонимы (4): Bechsteinia — Chabrieria — Neotarsolarcus — Schellenbergia